# Riccardo Burchielli

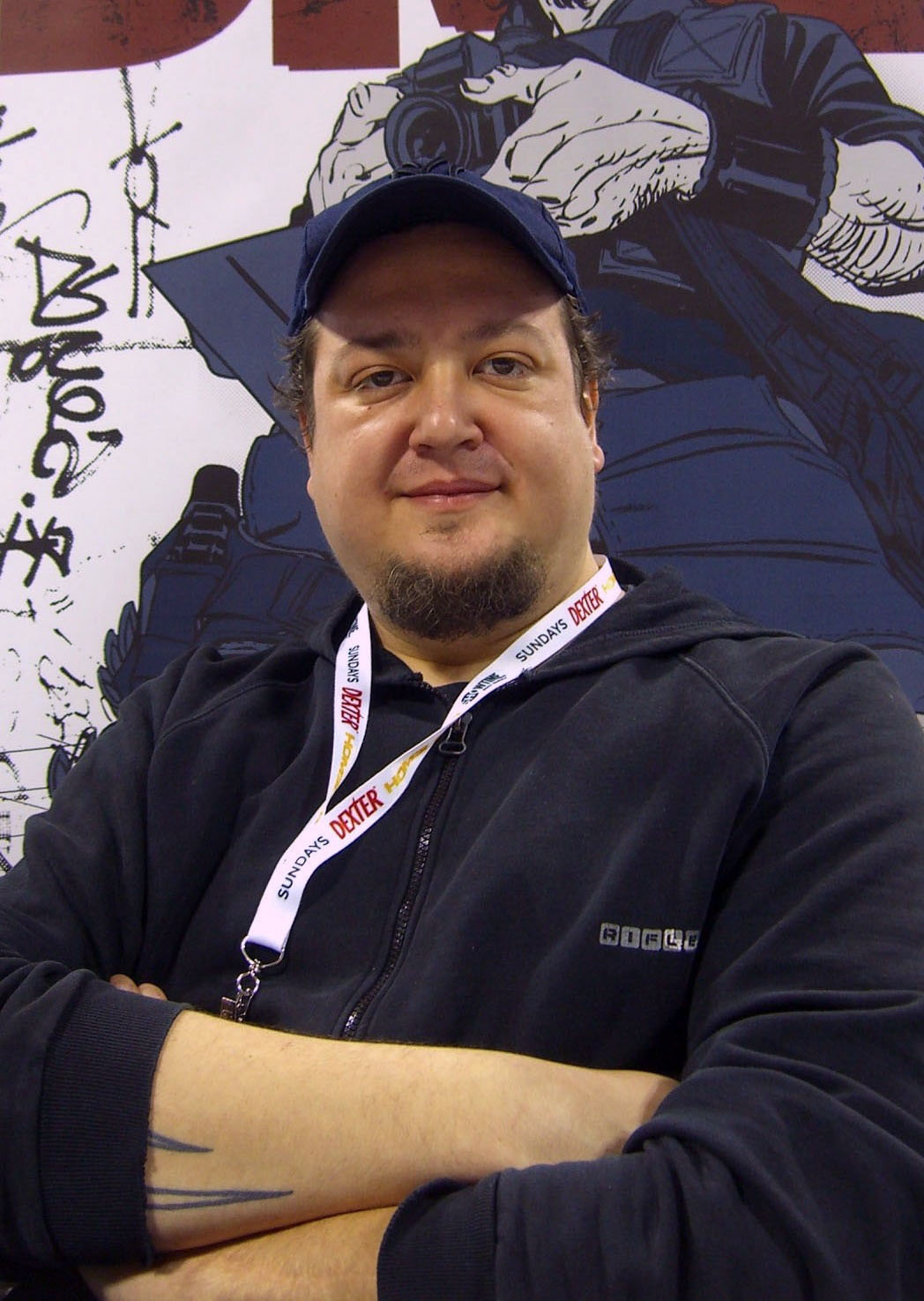
Riccardo Burchielli

Riccardo Burchielli (Toscana, 27 de Fevereiro de 1975) é um artista italiano, co-criador e principal desenhista da série DMZ, editada pelo selo de quadrinhos Vertigo desde 2005 e seu primeiro trabalho nos Estados Unidos. Sua carreira teve início em 1997, no mercado italiano, onde permanece até trabalhar em DMZ. Entre 2003 e 2005, foi o responsável pela arte de três edições da série John Doe.